# Jugend-Rot-Kreuz-Abzeichen (DDR)
Das Jugend-Rot-Kreuz-Abzeichen war in der Deutschen Demokratischen Republik (DDR) eine nichtstaatliche Auszeichnung des Deutschen Roten Kreuzes der DDR, welche in drei Stufen, Bronze, Silber und Gold gestiftet wurde. Die Verleihung erfolgte an Schüler nach Erreichen des Grundwissens der Rot-Kreuz-Arbeit. 

## Aussehen
Das Abzeichen hat die Form eines spitz zulaufendes Schildes, ist 23 mm hoch und mehrfarbig emailliert. Zentral zeigt es das Rote Genfer Kreuz und die darunter liegende Inschrift: JUNGER SANITÄTER. Bis 1976 hieß dieser Spruch: ICH KANN HELFEN.